# Línea G5 (TUVISA)
La línea G5 de TUVISA de Vitoria unía el centro de la Ciudad con el barrio de Zaramaga.

## Características
Esta línea conectaba el Centro de Vitoria con el Barrio de Zaramaga, las noches de los viernes, los sábados y la de las vísperas de los festivos.
La línea entró en funcionamiento a finales de octubre de 2009, como todas las demás líneas de TUVISA, cuándo el mapa de transporte urbano en la ciudad fue modificado completamente y fue suprimida el 3 de julio de 2014, pasando parte de su recorrido a la Línea 1 - Lakua-Abetxuko.

### Frecuencias
| noche viernes                        |        |
| de 23:30 a 05:30                     | 60 min |
| noche sábados y vísperas de festivos |        |
| de 24:30 a 06:30                     | 60 min |

## Recorrido
La Línea comenzaba su recorrido en la Catedral, Calle del Monseñor Cadena y Eleta. Desde este punto se dirigís a la Calle Luis Henitz, Ramiro de Maeztu y Domingo Beltrán. Dónde accedía a Cofradía de Arriaga. Tras un breve paso por el Portal de Arriaga, entraba a la Cuadrilla de Vitoria y giraba a la izquierda a Reyes de Navarra, que le llevaba hasta la Calle Zaramaga, dónde giraba a la derecha al Portal de Gamarra y al Portal de Villarreal. En esta vía accedía a la Cuadrilla de Vitoria, donde tras girar a la izquierda llegaba a Reyes de Navarra y retornaba al Portal de Villarreal que desembocaba en la Calle Francia y Paz. Desde donde accedía a Ortíz de Zárate, Florida, Ramón y Cajal y Luis Henitz, para entrar a la Calle Magdalena. Dónde giraba a la derecha y retornaba al punto inicial en la Catedral.

## Paradas
| KBHFa |

| HST |

| HST |

| HST |

| HST |

| HST |

| HST |

| HST |

| HST |

| HST |

| HST |

| HST |

| KBHFe |

| KBHFa |

| HST |

| HST |

| HST |

| HST |

| HST |

| HST |

| HST |

| HST |

| HST |

| HST |

| HST |

| KBHFe |

| KBHFa |

| HST |

| HST |

| HST |

| HST |

| HST |

| HST |

| HST |

| HST |

| HST |

| HST |

| HST |

| KBHFe |

| KBHFa |

| HST |

| HST |

| HST |

| HST |

| HST |

| HST |

| HST |

| HST |

| HST |

| HST |

| HST |

| KBHFe |